# Drapetisca oteroana
Drapetisca oteroana is een spinnensoort in de taxonomische indeling van de hangmatspinnen (Linyphiidae).
Het dier behoort tot het geslacht Drapetisca. De wetenschappelijke naam van de soort werd voor het eerst geldig gepubliceerd in 1951 door Willis J. Gertsch.